# Réseau chinois de communications avec l'espace lointain

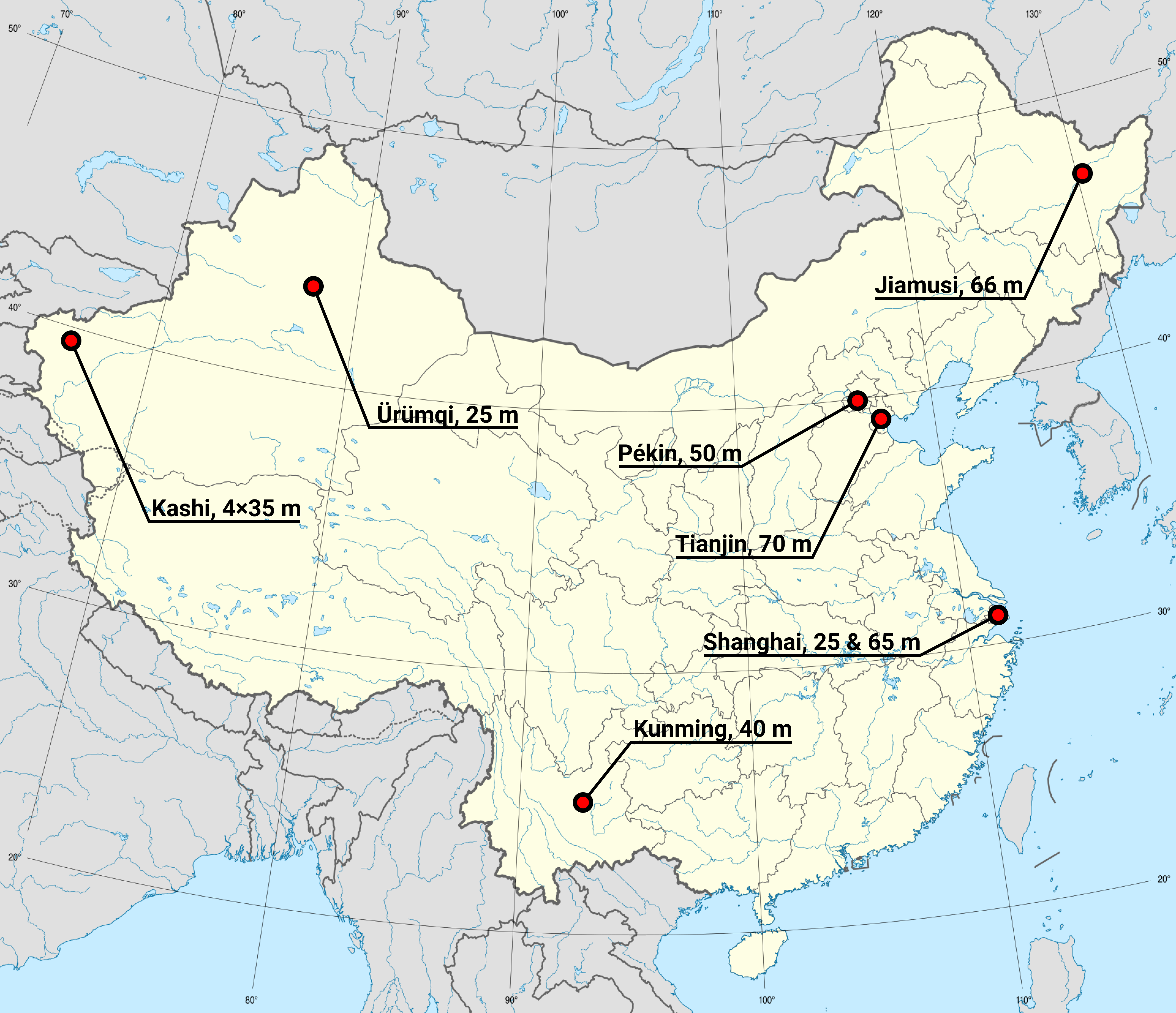
Carte du réseau de stations de contrôle de satellites chinois. Le diamètre des antennes de chaque station est indiqué.

Le Réseau chinois de communications avec l'espace lointain est l'ensemble des stations développés par la Chine pour communiquer avec ses sondes spatiales chargées d'explorer le système solaire. 

## Historique
La création de ce réseau est liée au développement de la première mission chinoise à destination de la Lune avec le satellite Chang'e 1 qui a été lancée en novembre 2007. Au printemps 2006, débutent les travaux de construction d'une première antenne parabolique de 40 mètres de diamètre sur le territoire chinois au sommet du mont Phoenix près de  Kunming dans le  Yunnan. Une deuxième antenne de 50 mètres de diamètre est  construite par la suite près de Pékin. La Chine a signé un accord début 2015 avec l'Argentine pour la construction d'une troisième antenne sur le territoire de ce pays dans la province de Neuquen en Patagonie. Lors de ses missions lunaires, la Chine a utilisé le réseau ESTRACK de l'Agence spatiale européenne avec qui elle a des accords pour communiquer avec ses sondes spatiales.